# Matwei Fjodorowitsch Kasakow

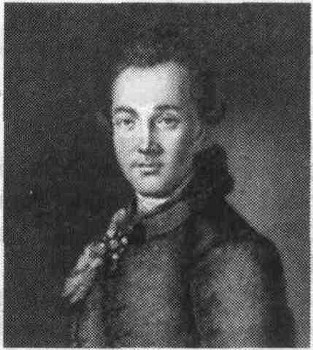
Matwei Kasakow

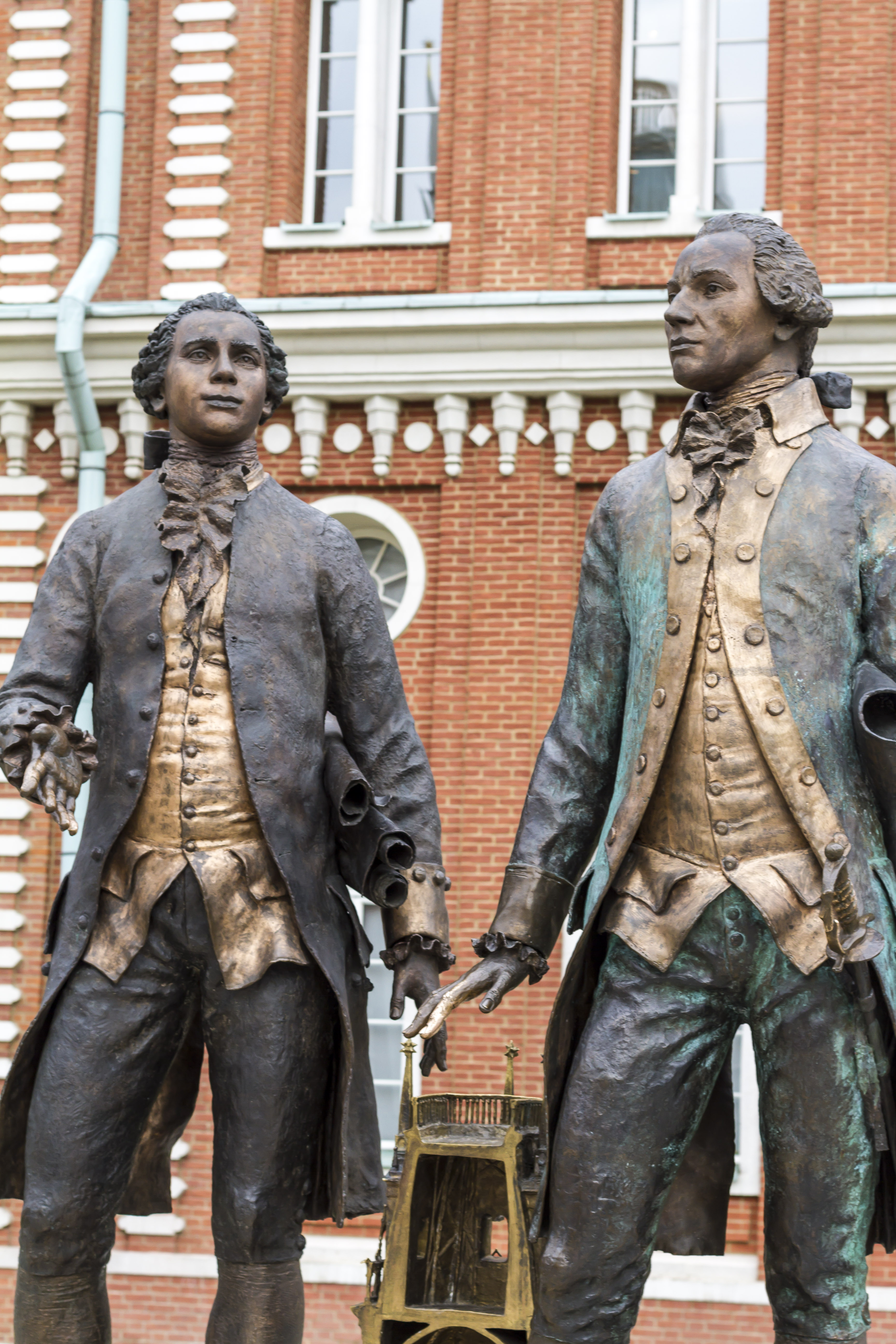
Moskauer Denkmal für Kasakow und Baschenow

Matwei Fjodorowitsch Kasakow (russisch Матве́й Фёдорович Казако́в; * 1738 in Moskau; † 26. Oktoberjul. / 7. November 1812greg. in Rjasan) war ein russischer Architekt.
Der Sohn eines Seemanns wirkte während der Regierungszeit Katharinas II. Nach seiner Ausbildung bei Uchtomski entwickelte Kasakow ausgehend vom Barock einen individuellen Klassizismus. Erst arbeitete er in Twer. Sein wichtigster Bau ist der Senatspalast (1787) im Moskauer Kreml. Er arbeitete vielfach zusammen mit dem Architekten Wassili Iwanowitsch Baschenow in der Gründung der frühen Form einer Architekturhochschule. Ein Schüler war Ossip Bowe.
Weitere Gebäude:
- 1775 und 1793–1801: Haus der Moskauer Adelsversammlung (später Haus der Gewerkschaften), dessen Säulensaal als Veranstaltungsort und Ballsaal bekannt ist
- 1776 Tschudow-Palast beim Tschudow-Kloster im Kreml
- 1776–1780: Petrowsker Palais in Moskau-Bely Gorod
- 1782: Gefängnis-Festung Butyrka
- 1782–1793: Universität
- 1786–1796: Leitung des Wiederaufbaus des abgebrannten Kreml-Arsenals
- 1787–1790: Potemkinscher Palast in Dnepropetrowsk

Nach Kasakow ist der Asteroid (5544) Kazakov benannt worden.